# RWW Ruhrwasserwerk Styrum-Ost

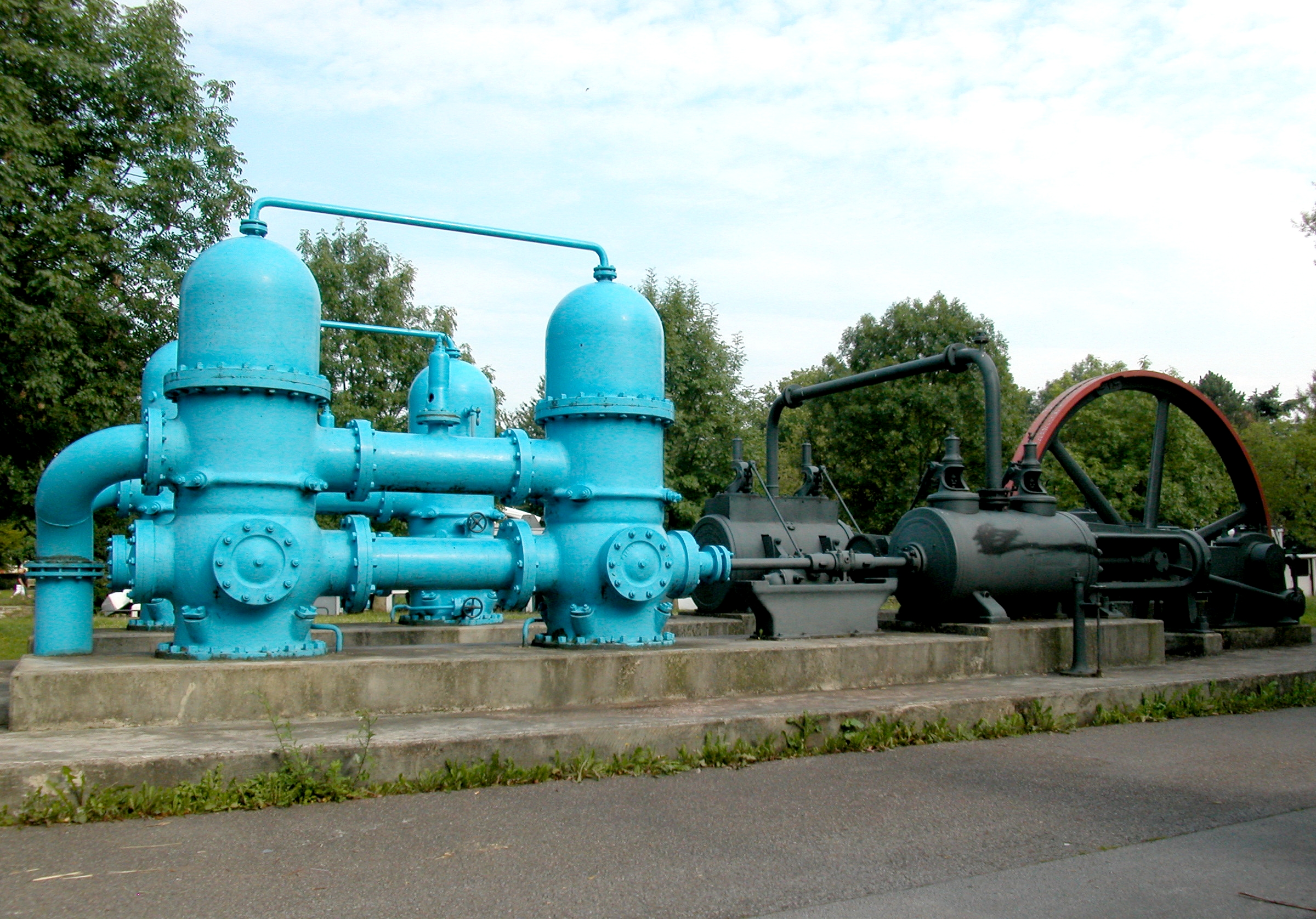
Alte Dampfmaschinenpumpe von 1896 aus dem Wasserwerk Styrum/Ost. Ausgestellt vor dem Wasserkraftwerk Kahlenberg.

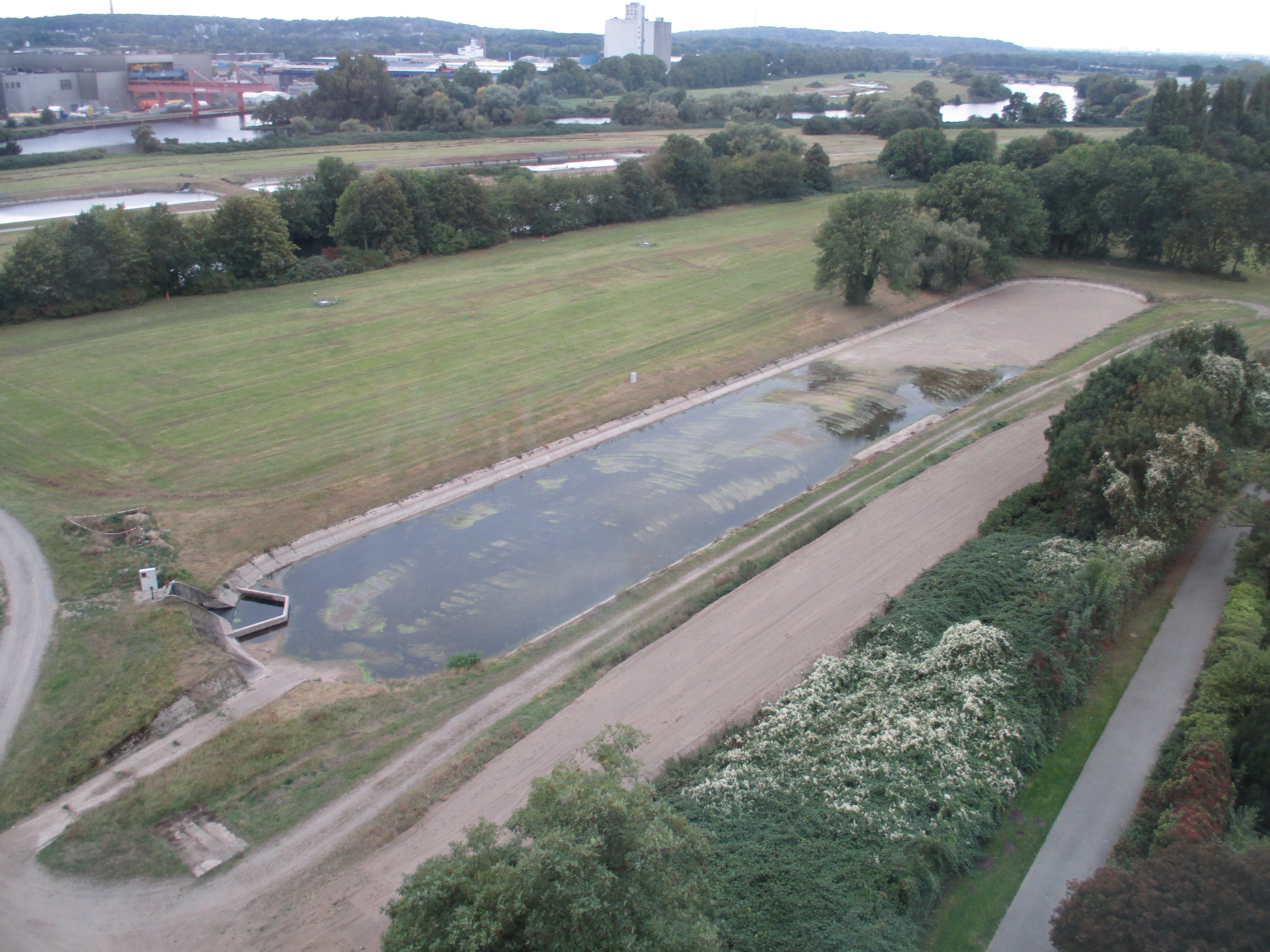
Langsamsandfilterbecken

Das RWW-Ruhrwasserwerk Styrum/Ost ist ein Wasserwerk in Mülheim an der Ruhr. Betreiber ist die Rheinisch-Westfälische Wasserwerksgesellschaft (RWW).

## Lage
Das Wasserwerk liegt im Mülheimer Stadtteil Styrum direkt an der Ruhr. In der Nachbarschaft befinden sich das Aquarius-Wassermuseum, Schloss Styrum und die A 40.

## Das Wasserwerk
Die RWW unterhält im Wasserwerk Styrum/Ost mit etwa 200 Beschäftigten ihre zentrale Leitstelle und zentralen Einrichtungen, zum Beispiel die Werkstätten, die Gärtnerei und das Zentrallabor. Auf dem Betriebsgelände befindet sich auch das 1955 in Betrieb genommene Wasserwerk Styrum/West, das von Styrum/Ost überwacht und gesteuert wird, wie auch alle anderen Wasserwerke und Anlagen der Gesellschaft. Styrum/Ost und Styrum/West bereiten im Jahr ein Volumen um die 26 Mio. m³ Ruhrwasser auf (Styrum/Ost allein um 20 Mio. m³).
Die Aufbereitung des Oberflächenwassers der Ruhr erfolgt seit 1982 nach dem so genannten Mülheimer Verfahren, das 1974 im RWW Ruhrwasserwerk Dohne entwickelt wurde. Hierbei wird auf die Zugabe von Chlor weitgehend verzichtet.
Die Wasserwerke versorgen rund 300.000 Menschen in großen Teilen der Großstädte Mülheim, Oberhausen und Bottrop mit hochwertigem Trinkwasser. Wenn nötig, können auch weitere Teile des Versorgungsgebietes der RWW über das Verbundnetz versorgt werden.

## Geschichte
Oberhausener und Sterkrader Industrieunternehmen, die Köln-Mindener Eisenbahngesellschaft und die Gutehoffnungshütte gründeten 1871 im benachbarten Styrum, an der Stelle des heutigen Wasserwerkes, die Aktiengesellschaft Oberhausener Wasserwerk, um ihre Betriebe und Werkssiedlungen mit Wasser aus der Ruhr zu versorgen.
August Thyssen, der in Styrum seit 1871 das Bandeisenwerk Thyssen & Cie. betrieb, gründete 1893 wegen Wasserknappheit das Wasserwerk Thyssen und Cie., direkt neben dem vorhandenen Wasserwerk und gegen großen Widerstand der Oberhausener. Das Versorgungsnetz wurde seither stetig ausgebaut, die Thyssen Zeche Graf Moltke in Gladbeck mit den dazugehörigen Siedlungen und Gemeinden an der Leitung wurden angeschlossen und wenig später auch Dorsten.
Im Jahr 1912 gingen beide Wasserwerke mit dem Wasserwerk Dohne in der neu gegründeten RWW auf.
Bis Ende 2011 gehörte das Wasserwerk als Themenpunkt zu Route der Industriekultur (Themenroute 12 – Geschichte und Gegenwart der Ruhr). Seit Januar 2016 ist es wieder in einer Themenroute (Wasser: Werke, Türme und Turbinen) vertreten.